# Electric Banana Band

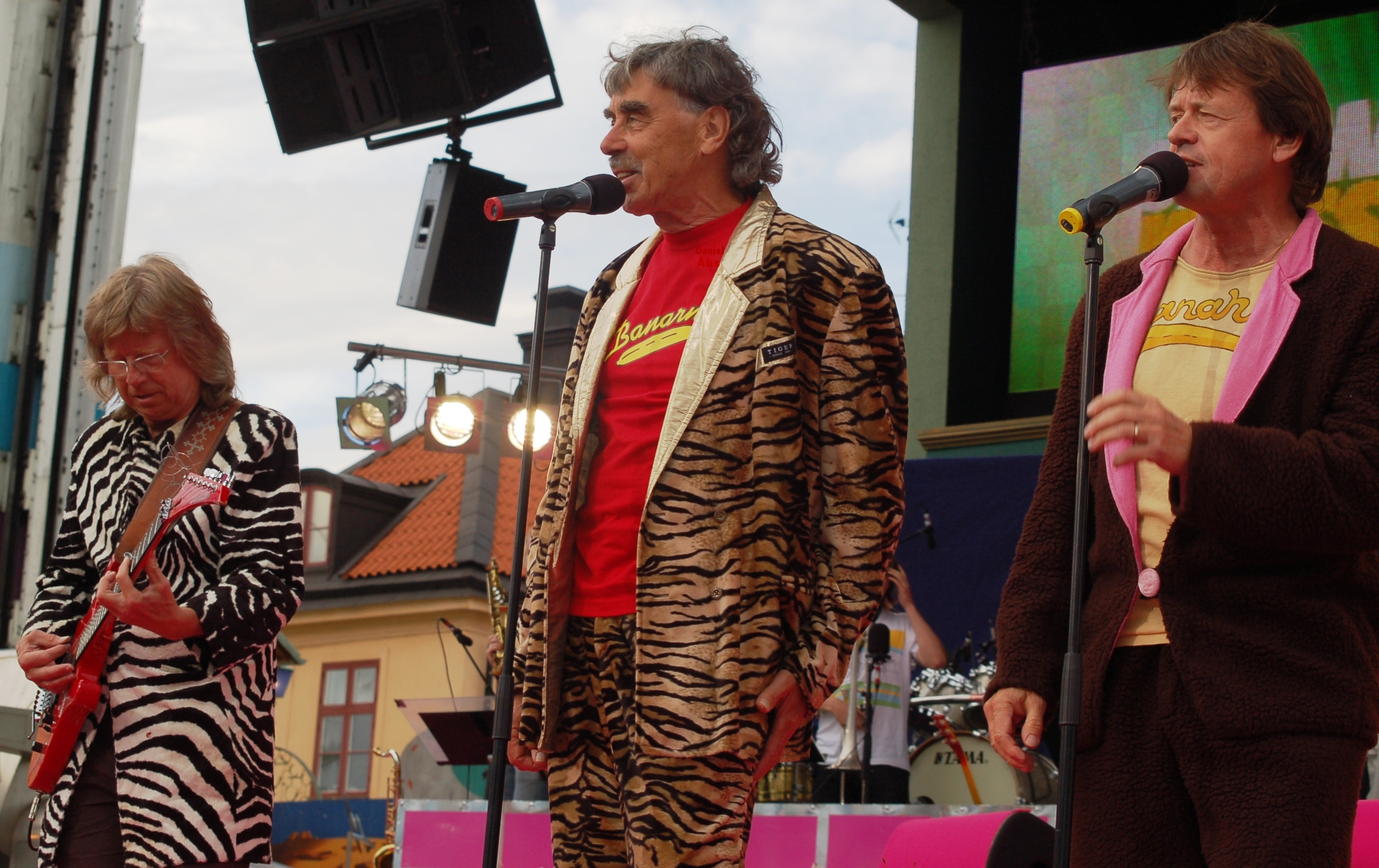
Electric Banana Band bei einem Live-Auftritt in Stockholm 2008

Die Electric Banana Band ist eine schwedische Band für Kindermusik, die 1977 als Ableger der schwedischen Kinderserie Trazan och Banarne gegründet wurde.

## Hintergrund
Seit den Anfangsjahren der Gruppe zeichnet der schwedische Komödiant, Schauspieler, Regisseur und Kunstmaler Lasse Åberg für die Songtexte verantwortlich. Seit einigen Jahren komponiert und arrangiert der Jazzrock-Gitarrist Janne Schaffer, einst Studiomusiker bei ABBA, die Stücke.

## Mitglieder
- Lasse Åberg – Gesang
- Klasse Möllberg – Gesang
- Janne Schaffer – Gitarre
- Peter Ljung – Keyboard
- Mårgan Höglund – Schlagzeug
- Pablo Cepeda – Percussion
- Tobias Gabrielsson – Bass
- Henrik Rongedal – Chor
- Magnus Rongedal – Chor
- Maria Wickman – Chor
- Sebastian Rilton – Chor
- Daniel Greayer – Chor
- Linnéa Olsson – Chor
- Mathilda Lindgren – Chor
- Mia Öhman – Chor

## Diskografie

### Alben
| Jahr | Titel                                             | Höchstplatzierung, Gesamtwochen, AuszeichnungChartsChartplatzierungen (Jahr, Titel, Platzierungen, Wochen, Auszeichnungen, Anmerkungen) | Anmerkungen |
| Jahr | Titel                                             | SE | Anmerkungen |
| ---- | ------------------------------------------------- | --- | ----------- |
| 1981 | Electric Banana Band                              | SE8 (7 Wo.)SE |             |
| 1984 | Livet i regnskogarna                              | SE24 (3 Wo.)SE |             |
| 1998 | Electric banana tajm                              | SE1 ×2Doppelplatin · (58 Wo.)SE |             |
| 2000 | Nu e’re djur igen                                 | SE16 Platin · (8 Wo.)SE |             |
| 2005 | Electric Banana Bands och Trazan & Banarnes bästa | SE14 (14 Wo.)SE |             |
| 2006 | Kameleont                                         | SE34 (1 Wo.)SE |             |

Weitere Alben
- 1977: Sångtajm med Trazan och Banarne
- 1978: E’ bananerna fina?
- 1983: Banantårta och tigerkaka
- 1984: Djungelmums
- 1986: The golden years
- 1998: Min piraya Maja
- 1999: Trazan & Banarnes bästa
- 2000: Den hela människan (Soundtrack zum Film Hälsoresan; gemeinsam Björn J:son Lindh)

### Singles
| Jahr | Titel Album                   | Höchstplatzierung, Gesamtwochen, AuszeichnungChartsChartplatzierungen (Jahr, Titel, Album, Platzierungen, Wochen, Auszeichnungen, Anmerkungen) | Anmerkungen |
| Jahr | Titel Album                   | SE | Anmerkungen |
| ---- | ----------------------------- | --- | ----------- |
| 1983 | Bananknotakt av tredje graden | SE7 (5 Wo.)SE |             |
| 1984 | Zvampen                       | SE19 (1 Wo.)SE |             |
| 1998 | Min piraya maja               | SE44 (6 Wo.)SE |             |
| 2006 | Kameleont                     | SE39 (5 Wo.)SE |             |

## Filmografie
- 1980: Trazan Apansson – original TV-serien
- 1981: Videotajm med Trazan & Banarne
- 1998: EBB the movie